# Kirandul
Kirandul là một thành phố và khu đô thị của quận Dantewada thuộc bang Chhattisgarh, Ấn Độ.

## Nhân khẩu
Theo điều tra dân số năm 2001 của Ấn Độ, Kirandul có dân số 19.053 người. Phái nam chiếm 52% tổng số dân và phái nữ chiếm 48%. Kirandul có tỷ lệ 72% biết đọc biết viết, cao hơn tỷ lệ trung bình toàn quốc là 59,5%: tỷ lệ cho phái nam là 80%, và tỷ lệ cho phái nữ là 64%. Tại Kirandul, 11% dân số nhỏ hơn 6 tuổi.